# Carl von Oertzen (Verwaltungsbeamter, 1801)
Carl Ludwig von Oertzen, in der GND als Carl-Ludwig von Oertzen, auch Karl von Oertzen (* 15. Februar 1801 in Klockow; † 24. September 1871 in Schönberg (Mecklenburg)) war ein deutscher Jurist und Komponist.

## Leben
Carl von Oertzen war der einzige Sohn des Mecklenburg-Strelitzschen Staatsministers August von Oertzen aus seiner ersten Ehe mit Charlotte von Oertzen, geb. von Jasmund (1780–1818), der ältesten Tochter des württembergischen Staatsministers Ludwig Hellmuth Heinrich Freiherr von Jasmund (1748–1825). Er studierte Rechtswissenschaften an der Universität Göttingen und wurde 1818 Mitglied des Corps Vandalia Göttingen. Oertzen trat 1829 in den Dienst der Justizverwaltung von Mecklenburg-Strelitz. 1833 wurde er zum Kammerherrn und Justizrat ernannt. 1848 zog er sich zunächst ins Privatleben zurück, um sich ganz der Musik widmen zu können, wurde aber 1856 reaktiviert und als Justizrat nach Schönberg versetzt, wo er bis zu seinem Tod als Leiter des Justizamtes der Landvogtei für das Fürstentum Ratzeburg tätig war. Oertzen war mecklenburgischer (?) Landrat. Er verstarb an einem Nervenschlag.
Von Oertzen war ein produktiver Komponist und schrieb Chorwerke, Motetten, Lieder und Opern. Von seinen Kompositionen hatte allerdings nur das 1836 uraufgeführte mecklenburgische Volkslied Vandalia auf Worte von Johann Friedrich Bahrdt ein gewisses Nachleben, da es zur Landeshymne von Mecklenburg-Strelitz wurde.
Seit 1839 war er Leiter des von Heinrich Riefstahl (1814–1850) gegründeten Lehrergesangvereins in Neustrelitz. Er amtierte als interimistischer Kapellmeister an der Hofoper und wurde dann Intendant des Großherzoglichen Theaters in Neustrelitz.
1854 heiratete er in nicht standesgemäßer Ehe die Hofschauspielerin Wilhelmine Löschner (1814–1904). Das Paar hatte keine Kinder.

## Werke
- Das Grab des Mufti, Oper, Libretto von Carl August Görner, uraufgeführt 1835[5]
- Die Fürstin von Messina, Oper, Libretto von Johann Friedrich Bahrdt, uraufgeführt 1840[6] (Textbuch-Digitalisat)
- Drei mecklenburgische Lieder: Zum Gebrauch für Volksschulen. Verlag Ferdinand Dümmler, Neustrelitz 1842
- Volkshymne Vandalia
- Ouvertüre zum Festspiel Der Rune letzter Spruch. Zur Feier des 50-jährigen Regierungsjubiläums Großherzog Friedrich Franz I. von Mecklenburg-Schwerin (aufgeführt am 26. April 1835 in Ludwigslust) in der Musikaliensammlung der Landesbibliothek Schwerin